# 救主堂 (上海)
救主堂是中国上海历史上的一座重要教堂，由美国圣公会差会开辟，包括先后在三个相距甚远的地点建造的三座教堂。
第一座救主堂位于外虹桥百老汇路(今大名路)。建成于1853年，这是美国圣公会在上海建立的第二座教堂（第一座教堂位于县城内虹桥，即后来石皮弄天恩堂的前身）。1845年文惠廉主教来到上海后，除了在县城内进行布道外，亦选中位于苏州河注入黄浦江处，英租界以北的虹口作为传教基地。1848年，他向上海道台要求租借这块土地开辟美国居留地，得到准许。他在这里永租了52亩土地，建造了传教士宿舍，带有一个布道房间。于1853年建成救主堂，南临百老汇路（今大名路），东临文监师路（塘沽路），欧洲乡村教堂式样，可容500人。
1864年文惠廉去世后，开始由中国籍牧师主持救主堂，第一任中国牧师是黄光彩，后来的著名牧师包括颜永京等人。不过经费仍由美国差会资助。
1905年，上海发生反美运动。在此背景下，1906年10月1日，在朱葆元牧师的带领下，救主堂成为上海第一个实现自养的圣公会教堂。民国建立以后，该堂信徒增多，于是计划兴建新教堂。
第二座救主堂位于虹口北部越界筑路区的狄思威路、天同路口（今溧阳路、天水路口），兴建于1915年，到1918年10月1日完工，建筑及各种设备的费用，均来自中国信徒捐款。这是一座中西合璧建筑，飞檐翘角。并附设昌世中学。1932年一二八事变中，救主堂受到损坏。随后得到修复，1934年在此召开美国圣公会来华传教一百周年纪念大会。1937年淞沪会战爆发后，地处虹口战区的救主堂被战火彻底夷为平地。此处后来没有恢复，而是演变为一片贫民窟。
第三座救主堂位于法租界西部的赵主教路71号(今五原路)，兴建于孤岛时期。工程开始于1939年，到1941年落成，可容500余人。
。
1958年，在献堂献庙高潮中，救主堂被保留作为徐汇区的2座联合礼拜场所之一。1966年文化大革命爆发后，救主堂关闭。文革结束后，1982年救主堂产权归还教会，但是因房屋破损严重，在1989年被拆除，原址改建为华东神学院。  